# Lovecký roh
Lovecký roh je žesťový dechový nástroj, původně používaný při honech, který se později objevil v orchestrech a vojenských muzikách. Lovecký roh je příbuzný s loveckou trubkou a společně s ní a s přírodním rohem je předchůdcem moderního lesního rohu.

## Funkce

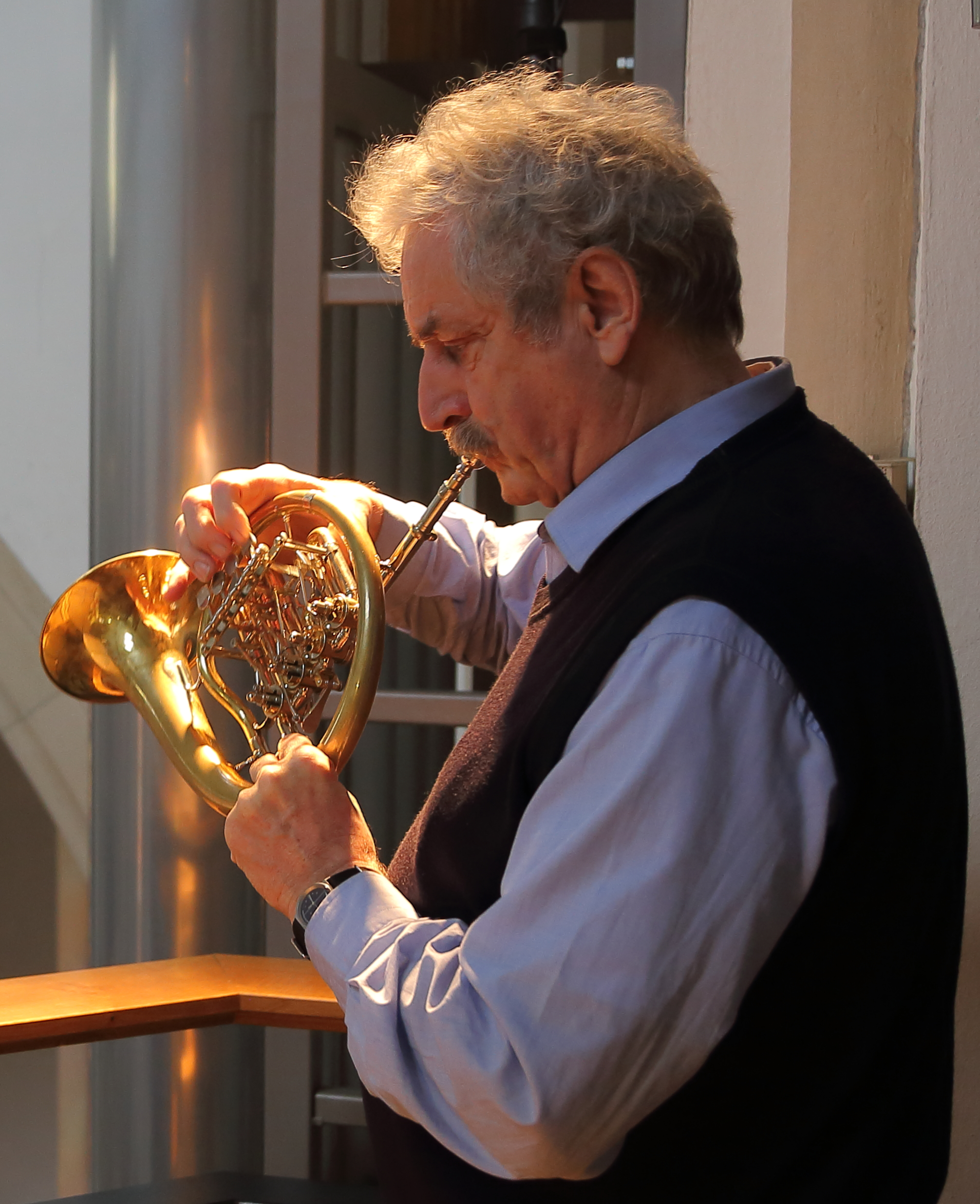
Hráč na lovecký roh

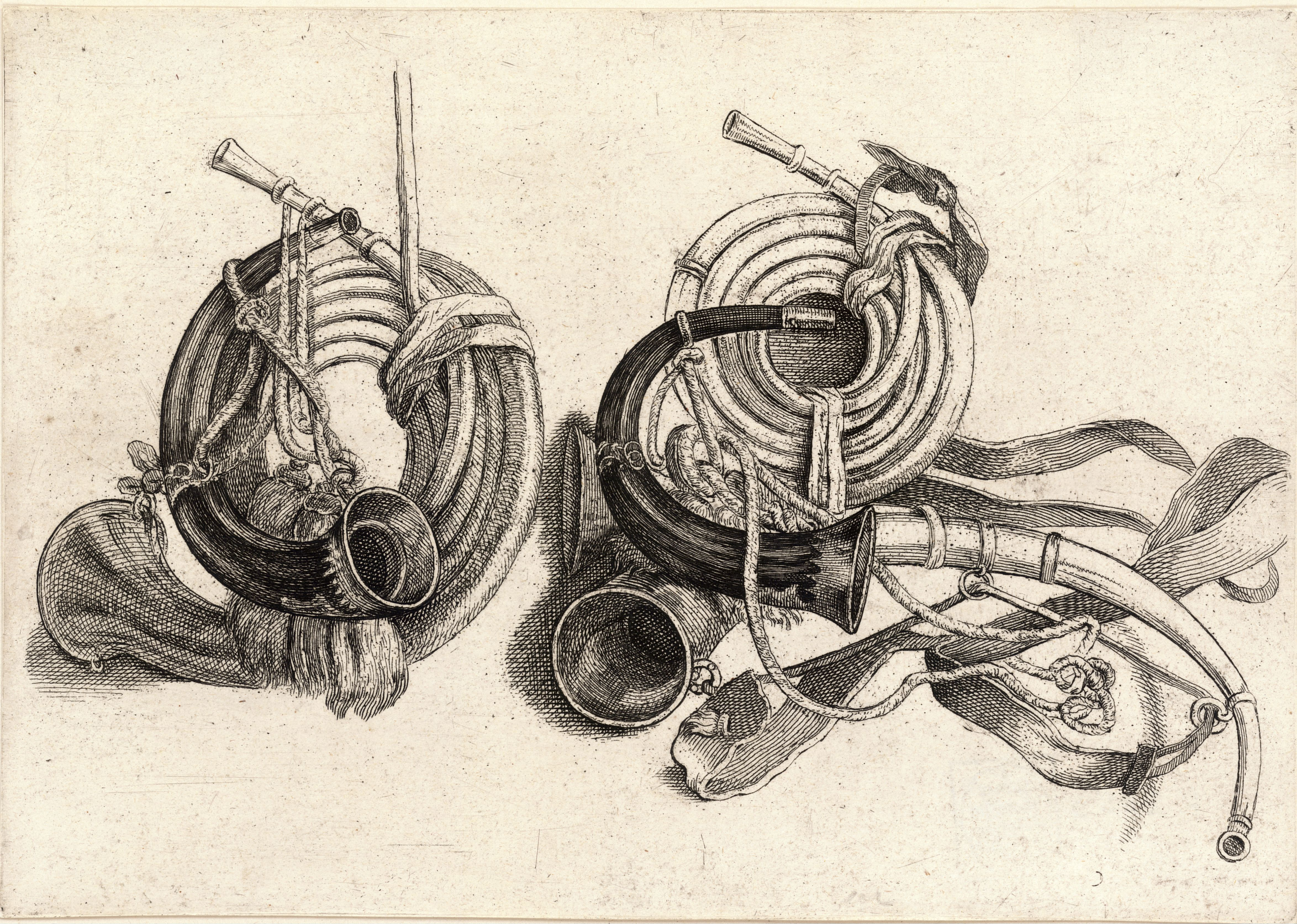
Lovecké rohy, rytina Václava Hollara (1607-1677)

Lovecký roh je velmi podobný lovecké trubce, od které se liší tím, že je jeho zvuk laditelný pomocí speciálního pístu (u lovecké trubky je zvuk tvořen pouze rty na nátrubku), předchůdce moderních pístů lesních rohů. Další rozdíl oproti lovecké trubce je v tom, že lesní roh má ladění v E.
Když se od konce 17. století začalo utvářet konkrétní využití lovecké trubky při honech se smečkou psů, přesouvala se úloha loveckého rohu stále více na pole vojenské hudby, zejména při fanfárách mysliveckých družin.

## Související články

Heraldická podoba prostého loveckého rohu